# Seppo Rantanen
Seppo Tapani Rantanen (* 2. September 1963 in Lappeenranta) ist ein ehemaliger finnischer Skilangläufer.

## Werdegang
Rantanen, der für den Lappeen Riento startete, lief sein erstes Weltcupeinzelrennen im März 1986 in Lahti, das er auf dem 26. Platz über 15 km Freistil beendete. Bei den Nordischen Skiweltmeisterschaften 1989 in Lahti belegte er den 21. Platz über 15 km klassisch. In der Saison 1989/90 holte er in Lahti mit den 15. Platz in der Verfolgung, in Reit im Winkl mit dem zehnten Rang über 30 km Freistil und im Val di Fiemme, mit dem neunten Platz über 30 km klassisch seine einzigen Weltcuppunkte und errang damit den 30. Platz im Gesamtweltcup. Bei seiner einzigen Olympiateilnahme im Februar 1992 in Albertville kam er auf den 38. Platz über 30 km klassisch. Sein 11. und damit letztes Weltcupeinzelrennen absolvierte er im selben Monat in Lahti, das er auf dem 30. Platz über 15 km klassisch beendete.